# Престон, Кеннет
Кеннет Престон (англ. Kenneth O. Preston) (род. 18 февраля 1957 г.) — американский военный деятель, сержант-майор Сухопутных войск США. Являлся тринадцатым сержант-майором с 15 января 2004 г. по 1 марта 2011 г.
Родился 18 февраля 1957 года в Аннаполисе, штат Мэриленд в семье военнослужащих. После того, как его отец уволился из Армии США, а мать завершила службу в ВВС США, семья переехала в округ Гарретт и стала жить на ферме.

## Юные годы
Престон был старшим из четырех детей, он работал на ферме, ему нравилась математика, история и иностранные языки. Также он увлекался бейсболом, баскетболом и гимнастикой. Поступил на военную службу 30 июня 1975 г., прошёл начальную подготовку и курс повышенной одиночной подготовки бронетанковых войск в Форт-Нокс, Кентукки.
После окончания подготовки, Престон женился на Карен Смит и поступил на службу во 2-й батальон 8-го кавалерийского полка 1-й кавалерийской дивизии, Форт-Худ, Техас. В Форт-Худе у семье Престонов родилось двое детей.

## Военная карьера
В феврале 1978 года Престон был переведен в Европу и стал служить в 1-м батальоне 33-го танкового полка 3-я танковой дивизии Сухопутных войск США в Европе в Гельнхаухене, ФРГ.
В феврале 1981 года семья Престона вернулась в Форт-Нокс и в июне у них родился 3-й ребёнок. Штаб-сержант Престон хотел поступить в Школу подготовки сержантов-инструкторов и служить в учебной бригаде, но вместо этого был назначен инструктором в бронетанковую школу. Там он обучал солдат вождению и стрельбе из танков M60A1, M60A3 и нового танка XM1 (прототип M1 Abrams).
За отличную службу Престон был выбран для участия в программе обмена инструкторами между Танковой школой Армии США и стрелковой школой (U.K. Royal Armoured Corps Gunnery School) Королевского бронетанкового корпуса Великобритании. В октябре 1983 года Престон со своей семьей переехал в военный лагерь Лалворт, Великобритания, где он стал служить инструктором по стрельбе. Там же в Великобритании он получил звание сержанта 1-го класса.
В октябре 1985 года Престон вернулся в танковую школу в Форт-Ноксе. В США он принимал участие в поступлении танков M1A1 в войска, готовил документацию, разрабатывал программы обучения.
В феврале 1987 года Престона стал взводным сержантом роты «C» 1-го батальона 12-го кавалерийского полка. В течение года он получил звание первого сержанта штабной роты батальона.
Через год Престон был переведен в роту «C» 2-го батальона 10-го кавалерийского полка 194-й отдельной танковой бригады на должность взводного сержанта танкового взвода.
Летом 1989 году Престон был переведен в 11-й бронекавалерийский полк, расположенный около города Фульда, ФРГ (Фульдский коридор). Командиром полка служил полковник Джон Абрамс, который служил вместе с Престоном в 1-м батальоне 33-го танкового полка 3-я танковой дивизии в Гельхаухене. Полковник Абрамс хорошо знал большой опыт Престона в эксплуатации танковой артиллерии, поэтому назначил его мастер-инструктором полка по стрельбе из танка (tank master gunner). В последующие 9 месяцев Престон работал над улучшением программ обучения стрельбе и повышения боеготовности экипажей танков.
Позднее Престон был назначен на должность первого сержанта разведывательной роты «A» 1-го батальона. В течение года после этого рота «А» была укомплектована лучшим снаряжением в полку и в 1990 году получила престижную награду от командования Сухопутных войск США в Европе (USAREUR Cavalry Cup). После этого Престон попал в список кандидатов для перехода в более высокую должностную категорию E-8 (E-8 promotion list).
В мае 1991 11-й бронекавалерийский полк был отправлен в Кувейт для патрулировании иракской границы, расчистки дорог и защиты американских дипломатов и объектов. Осенью того же года полк вернулся обратно в ФРГ.
В июне 1992 после 2-х лет нахождения в списке для продвижения на следующую должностную категорию, Престон перешёл в должностную категорию E-8. В этом же году он перевелся в школу подготовки сержантского состава (Noncommissioned Officer (NCO) Academy) на должность первого сержанта учебной роты. Через год он стал заместителем начальника школы. В обязанности Престона входило надзор за персоналом школы, разработка правил и нормативов, а также подготовка учебных программ для начальника школы.
В октябре 1992 года Престон подал прошение о выходе на пенсию и уже ожидал своего возвращения домой в западный Мэриленд. Но сержант-майор школы убедил его отложить уход на пенсию до опубликования списка кандидатов для продвижения на следующую должностную категорию. В декабре 1994 года список кандидатов на категорию E-9 был опубликован и фамилия Престона был среди них. Он решил остаться в вооруженных силах.
В июне 1995 года Престон поступил в Академию сержант-майоров Сухопутных войск США, расположенную в Форте-Блисс, Техас. После прохождения 9-месячного курса обучения по программе обмена он был направлен на 2 недели в школу подготовки сержантского состава Вооруженных сил ФРГ (Бундесвер) в городе Вайден-ин-дер-Оберпфальц.
В августе 1996 года Престон получил назначение на должность команд-сержант-майора 3-го батальона 8-го кавалерийского полка 3-й бригады нового облика 1-й кавалерийской дивизии в Форт-Худ, Техас. В ноябре 1996 года участвовал в 4-хмесячном развертывании батальона в Кувейте. Этот батальон был одним из первых в Сухопутных войсках США, который был оснащен новой модификацией танка Абрамс M1A2.
В августе 1998 года Престон был повышен до команд-сержант-майора 3-й танковой бригады 1-й кавалерийской дивизии. На этой должности занимался повышением воинской дисциплины и улучшением процедур снабжения и эвуакуации бригады.
В начале 2000 года командир 1-й танковой дивизии генерал-майор Джордж Кейси предложил Кеннету Престону подготовить документы для представления на должность команд-сержант-майора дивизии и после прохождения им собеседования попросил как можно быстрее приступить к исполнению своих обязанностей в штабе дивизии в городе Бад-Кройцнах, Германия.
В марте 2001 года Кеннет Престон стал команд-сержант-майором 5-го армейского корпуса и вместе с семьёй переехал в город Гейдельберг, Германия.
В ноябре 2002 года штаб 5-го армейского корпуса был развернут в Кувейте и принял командование над всеми наземными силами Армии США. Команд-сержант-майор Престон помогал обеспечивать подразделения оборудованием и снаряжением. После взятия Багдада обеспечивал связь между командованием корпуса и Центральным командованием Вооружённых сил США, помогал устанавливать разграничительные линии между подразделениями. Также Престон выбрал для размещения штаба корпуса дворец Фао, расположенный на полуострове Фао.
В течение лета 2003 года ответственность штаба корпуса росла, Престон работал с представителями Государственного департамента США по созданию посольства и правительственного квартала, известного как Зеленая зона, а также продолжал посещать войска и общаться с военнослужащими.
В августе 2003 года сержант-майор Армии США Джек Тилли собрался уходить на пенсию и предложил Престону принять эту должность вместо себя. Кеннет Престон не хотел оставлять 5-й корпус при выполнении трудной задачи в Ираке, но Тилли и новый начальник штаба Армии США генерал Питер Шумейкер настаивали. Тогда Престон посоветовался с командиром 5-го корпуса генерал-лейтенантом Рикардо Санчесом и своей женой Карен, подал пакет документов и вылетел в Вашингтон на собеседование. Через несколько недель Престон был назначен на должность сержант-майора Армии США, но оставался в Ираке вместе с 5-м корпусом до замены его в декабре 2003 года 3-й армейским корпусом.
15 января 2004 года Престон был приведен к присяге как 13-й сержант-майор Армии США и феврале участвовал в собеседовании в Конгрессе США.
Во время расследования жестокого обращения с заключенными Абу-Грейб Престон координировал работу со СМИ.
После назначения начальником штаба Армии США генерала Джорджа Кейси участвовал в разработке программы комплексной подготовки солдат. Программа подготовки включала в себя не только физическую и боевую подготовку солдат и сержантов, но и заботу о благополучии их семей. В 2008 году было увеличено финансирование жилищного строительства, образовательных программ и доступа к медицинской помощи с 700 миллионов до 1,4 миллиарда долларов США. Было построено 80 тысяч новых единиц жилья на 36 объектах и открыто более 60-ти центров по уходу за детьми.
После того, как Барак Обама стал верховным главнокомандующим вооруженными силами США, совместно с Командованием боевой подготовки и разработки доктрин Армии США и Академией сержант-майоров Сухопутных войск США Престон работал над улучшением системы подготовки сержантского состава (Noncommissioned Officer Education System (NCOES)).
В ходе этой работы курс базовой подготовки сержантов был увеличен с 9 до 10-ти недель, в каждый учебный план было добавлено дистанционное обучение. Теперь солдаты должны были пройти многочасовое онлайн-обучение и наставничество перед прибытием для прохождения курса.
17 августа 2009 года посетил Балтийский военный колледж, расположенный в городе Тарту, Эстония. Вместе с команд-сержант-майором Объединённого военного тренировочного центра Дариусом ЗаГара встретился с начальником колледжа Гундарсом Аболсом (Gundars Abols) и сержант-майором колледжа Меэлис Когер (Meelis Koger). На встрече обсуждалась роль сержантского состава в деятельности вооруженных сил, вопросы сотрудничества и обмена сержантами.
1 марта 2011 года Кеннет Престон ушёл на пенсию, прослужив в должности сержант-майора Армии США дольше всех (более 7 лет). Его общая выслуга в Сухопутных войсках США составила 36 лет.

## Послужной список
- 1975 — поступил на службу в Сухопутные войска США, прохождение основного и расширенного курса подготовки, Форт-Нокс, Кентукки.
- 1975-1978 — член экипажа танка (Armored Vehicle Crewman), штаб и штабная рота[англ.] 2-го батальона 8-го кавалерийского полка[англ.] 1-й кавалерийской дивизии, Форт-Худ, Техас.
- 1978-1981 — член экипажа танка (Armored Vehicle Crewman), командир танка, рота «B» 1-го батальона 33-го танкового полка 3-я танковой дивизии, Гельхаухен, Германия
- 1981-1983 — инструктор по стрельбе, управление вооружения (Weapons Department) Танковой школы Армии США, Форт-Нокс, Кентукки
- 1983-1985 — инструктор по стрельбе (Gunnery Instructor), стрелковая школа (U.K. Royal Armoured Corps Gunnery School) Королевского бронетанкового корпуса, военный лагерь Лалворт[англ.], Англия
- 1985-1987 — руководитель проекта (Project Officer), служба стрелковой подготовки и разработки доктрин (Gunnery Training and Doctrine Branch), Танковая школа Армии США, Форт-Нокс, Кентукки
- 1987-1988 — взводный сержант, рота «C» 1-го батальона 12-го кавалерийского полка учебной бригады, Форт-Нокс, Кентукки
- 1988-1989 — взводный сержант роты «C» 2-го батальона 10-го кавалерийского полка 194-й отдельной танковой бригады[англ.], Форт-Нокс, Кентукки
- 1989-1990 — мастер-инструктор по стрельбе полка (Regimental Master Gunner), штаб и штабная рота[англ.] 11-й бронекавалерийский полк[англ.], Фульда, Германия
- 1990-1992 — первый сержант роты «A» 1-го батальона 11-й бронекавалерийский полк[англ.], Фульда, Германия
- 1992-1993 — инструктор по стрельбе, артиллерийская служба (Master Gunner Branch), управления вооружения (Weapons Department) Танковая школа Армии США, Форт-Нокс, Кентукки
- 1993-1994 — первый сержант, рота основного курса подготовки сержантов (Basic Noncommissioned Officer Course Company), школа по подготовке сержантов (Noncommissioned Officer Academy), Форт-Нокс, Кентукки
- 1994-1995 — заместитель начальника школы по подготовке сержантов (Deputy Commandant, Noncommissioned Officer Academy), Форт-Нокс, Кентукки
- 1995-1996 — слушатель 46-го потока Академии сержант-майоров Сухопутных войск США[англ.], Форт-Блисс, Техас
- 1996-1998 — команд-сержант-майор 3-го батальона 8-го кавалерийского полка 1-й кавалерийской дивизии, Форт-Худ, Техас
- 1998-2000 — команд-сержант-майор 3-го батальона 8-го кавалерийского полка 1-й кавалерийской дивизии, Форт-Худ, Техас
- 2000-2001 — команд-сержант-майор 1-й танковой дивизии, Бад-Кройцнах, Германия
- 2001-2002 — команд-сержант-майор 5-го армейского корпуса, Гейдельберг, Германия
- 2002-2003 — команд-сержант-майор Совместной объединённой оперативной группы-7[англ.], Багдад, Ирак
- 2004-2011 — сержант-майор Армии США

## Награды

### Награды США
- Орден «Легион почёта» с одним дубовым листом
- Медаль «Бронзовая звезда»
- Медаль «За выдающиеся заслуги»
- Медаль «За безупречную службу в штабе»
- Армейская медаль «За безупречную службу» с четырьмя дубовыми листьями
- Медаль похвальной службы
- Медаль «За достижение» с двумя дубовыми листьями
- Медаль «За выдающееся единство части» с одним дубовым листом
- Награда за выдающиеся заслуги
- Медаль «Медаль за отличное поведение» (одиннадцать награждений)
- Медаль за службу национальной обороне со служебной звездой
- Медаль за службу в Юго-Западной Азии со служебной звездой
- Медаль за кампанию в Косово со служебной звездой
- Медаль за Иракскую кампанию
- медаль «За глобальную войну с терроризмом»
- NCO Professional Development Ribbon
- Overseas Service Ribbon (with numeral 5)
- Army Service Ribbon

### Другие награды
- Медаль НАТО
- Медаль освобождения (Кувейт)

## Деятельность после увольнения из вооруженных сил
С 2013 по 2 декабря 2019 года работал в должности вице-президента по разработке программ по работе с рядовым и сержантским составом (Vice President for NCO and Soldier Programs) Ассоциации Армии США, после чего эту должность занял сержант-майор Армии США в отставке Дэниел Дэйли.
После 2 декабря 2019 года Кеннет Престон стал старшим научным сотрудником (senior fellow) Института наземных войн (Institute of Land Warfare) Ассоциации Армии США.
В октябре 2019 года Кеннет Престон посетил гарнизон Армии США в Штутгарте. В ходе визита он позавтракал с военнослужащими военной полиции и штаба гарнизона, пообщался с команд-сержант-майором, самым высшим руководителем сержантов и солдат в ганрнизоне. Также из Штутгарта Престон участвовал в видеоконференции со военнослужащими старшего сержантского состава (senior NCO) по всей Европе. После Штутгарта Престон посетил штаб Европейского командования Вооружённых сил США в Висбадене.

## Личное
Женат на Карен Смит с 1975 года. Имеет 3 детей (Валери, Кеннет младший, Майкл), из которых 2-е родились с 1976 по 1978 годы в Форт-Худ, Техас. и 1 ребёнок родился в июне 1981 года в Форт-Нокс, и 8 внуков.

### Перевод военных терминов
- Судзиловский Г. А. Англо-русский военный словарь: около 70000 терминов. Том 1. A-L. — 3-е. — М.: Воениздат, 1987. — 655 с.
- Судзиловский Г. А. Англо-русский военный словарь: около 70000 терминов Том 2. M-Z. — 3-е. — М.: Воениздат, 1987. — 688 с.